# Sinagoga Merarilor din Iași
Sinagoga Merarilor din Iași este un lăcaș de cult evreiesc din municipiul Iași, localizat pe Str. Elena Doamna nr. 13. Ea a fost construită în anul 1865 în cartierul evreiesc Târgu Cucului.
Sinagoga Merarilor din Iași a fost inclusă pe Lista monumentelor istorice din județul Iași din anul 2015, având codul de clasificare  IS-II-m-B-03860.

## Istoric
Primul lăcaș de cult evreiesc atestat la Iași este considerat a fi Sinagoga Mare, construită în anul 1657. Cu timpul, ca urmare a creșterii numerice a populației evreiești din capitala Moldovei, în cartierul Târgu Cucului (devenit o zonă centrală a comunității evreiești din Iași) s-au construit numeroasele sinagogi. Unele dintre acestea nu aveau formă de sinagogă, fiind, de cele mai multe ori, case adaptate cultului. Lăcașele evreiești de cult erau organizate pe bresle, existând Sinagoga Merarilor, a Cismarilor, Croitorilor, Muzicanților, Telalilor, Măcelarilor, Cușmarilor, Pietrarilor etc.
Sinagoga Merarilor a fost construită în secolul al XIX-lea pe Str. Labirint nr. 17 (astăzi Str. Elena Doamna nr. 13) din cartierul Târgu Cucului, în apropiere de Sinagoga Mare și de Biserica Bărboi, precum și de un alt monument istoric, Casa de la cinci drumuri (construită în 1820 și servind astăzi ca sediu al Comunității Evreilor din Iași). Conform DEX, cuvântul merar înseamnă "cultivator sau vânzător de mere".
Data exactă de construire a clădirii care a rămas cunoscută cu denumirea de Sinagoga Merarilor nu este cunoscută, dar toate sursele sunt de acord că ea datează din secolul al XIX-lea. În lista sinagogilor din România publicată în lucrarea "Seventy years of existence. Six hundred years of Jewish life in Romania. Forty years of partnership FEDROM – JOINT", editată de Federația Comunităților Evreiești din România în anul 2008, se preciza că Sinagoga Merarilor a fost construită în 1865. Conform istoricului Ițic Kara, acest imobil a fost cumpărat în 1866 cu suma de 400 de galbeni.
În anul 1939, Sinagoga Merarilor era una dintre cele 112 case de rugăciune evreiești din Iași .
În perioada regimului comunist (1948-1989), marea majoritatea a sinagogilor din Iași au fost dărâmate pentru a se construi blocuri pe terenurile respective. În prezent, singurul lăcaș de cult evreiesc din Iași în care se mai oficiază slujbe religioase este Sinagoga Mare, în timp ce Sinagoga Merarilor este folosită ca depozit. În lista sinagogilor din România publicată în lucrarea "Seventy years of existence. Six hundred years of Jewish life in Romania. Forty years of partnership FEDROM – JOINT", editată de Federația Comunităților Evreiești din România în anul 2008, se preciza că Sinagoga Merarilor nu mai era în funcțiune.

## Arhitectura
Sinagoga Merarilor este o casă cu un etaj. La intrare se află un pridvor care are deasupra sa un balcon. Pe fațada vestică se află câte patru ferestre la fiecare nivel și un balcon deasupra pridvorului adăugat de la intrare. Pereții clădirii sunt tencuiți și prezintă puține decorații liniare, la colțuri și pentru marcarea fiecărui nivel.

## Imagini

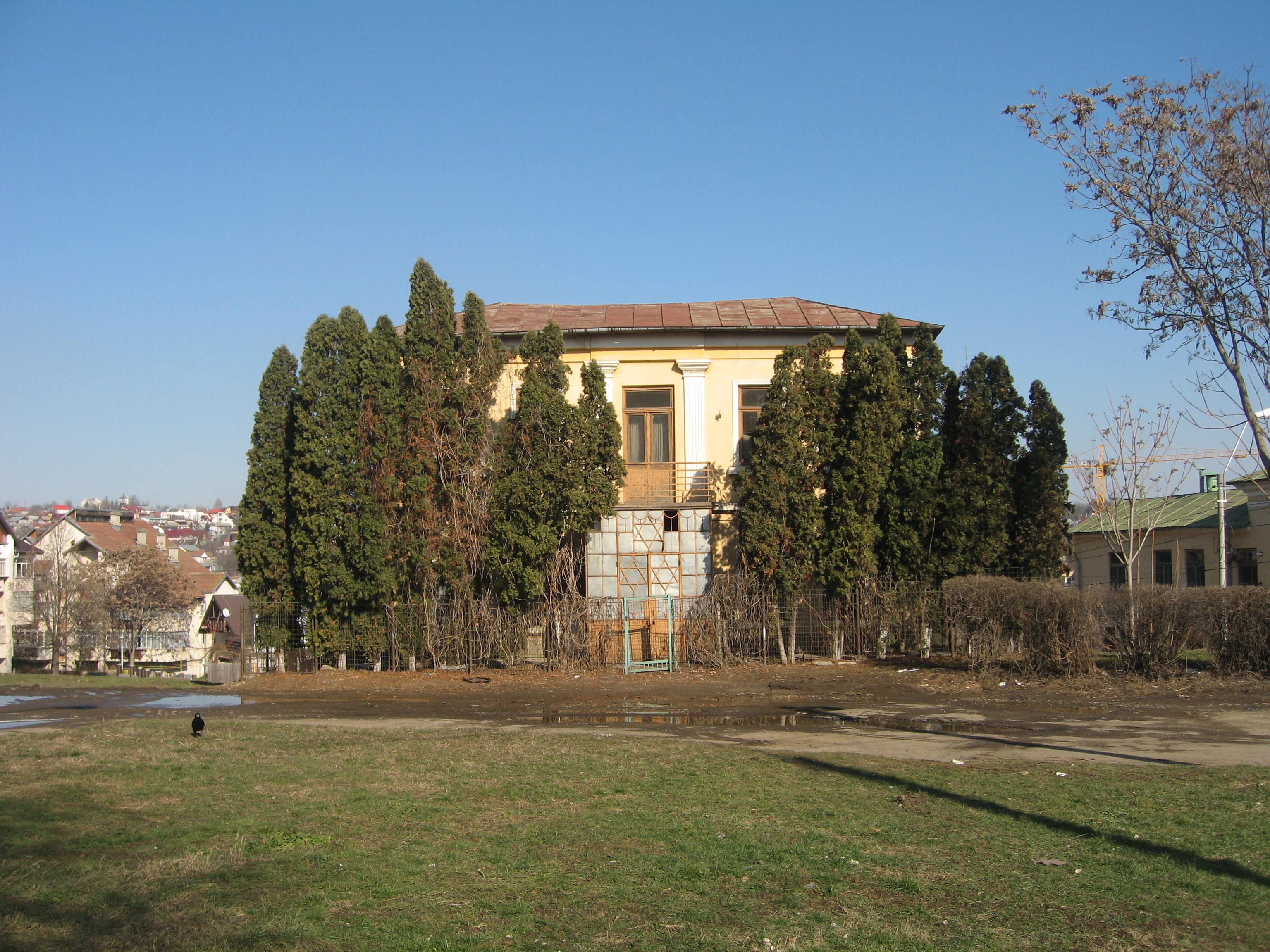
Sinagoga Merarilor
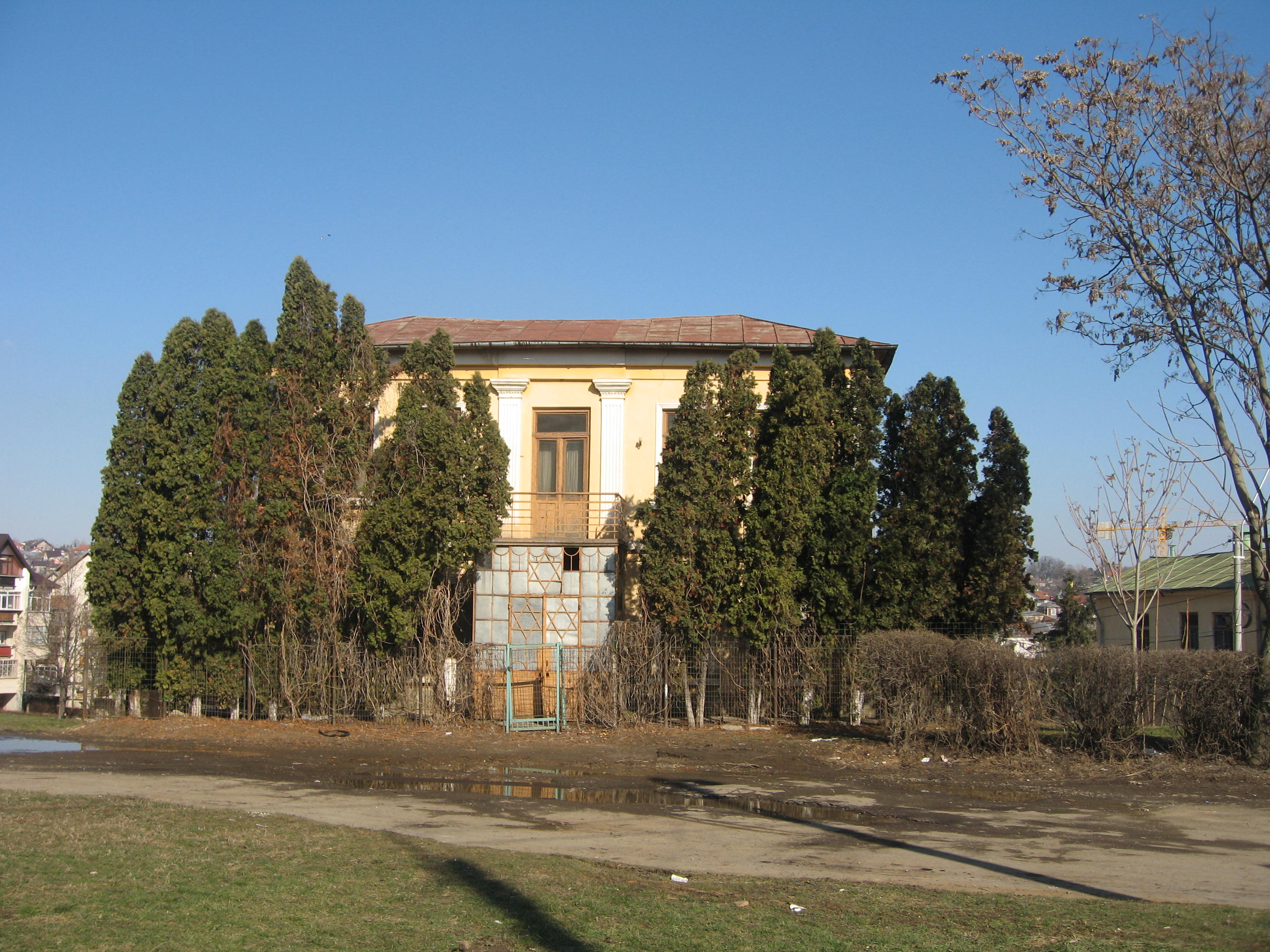
Sinagoga Merarilor
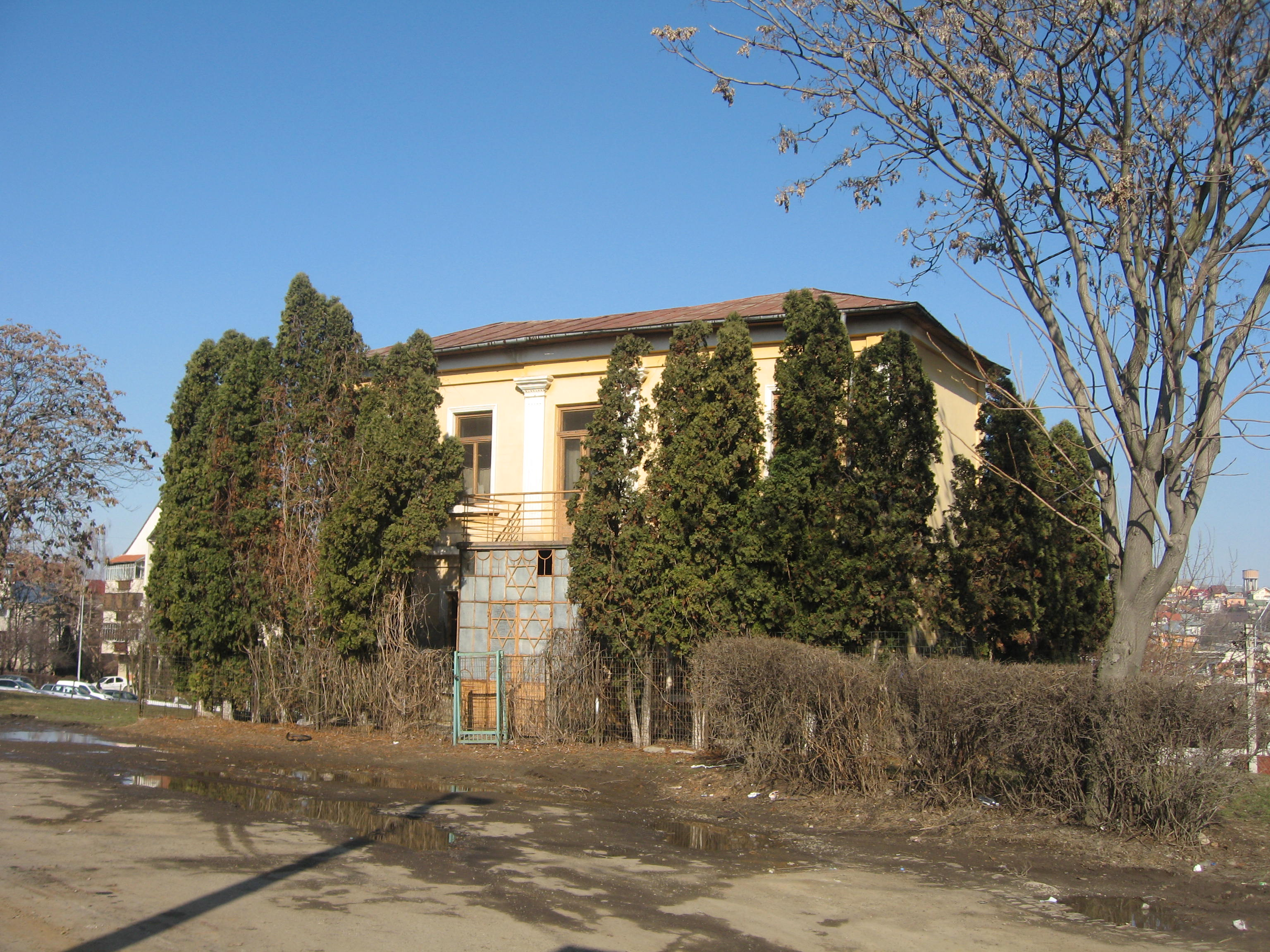
Sinagoga Merarilor
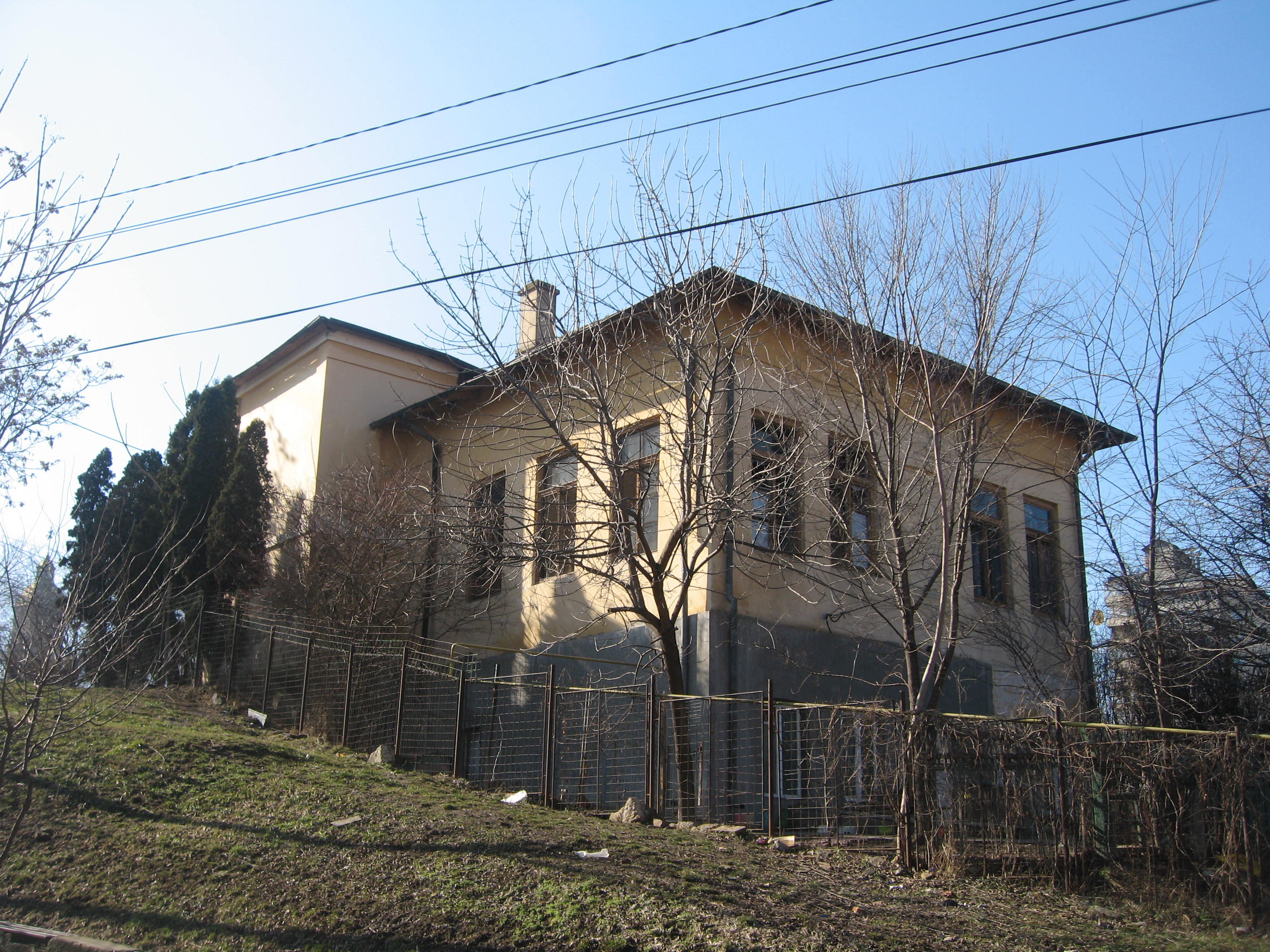
Sinagoga Merarilor - latura sudică